# Tanzanberotha hirsuta
Tanzanberotha hirsuta is een insect uit de familie van de Berothidae, die tot de orde netvleugeligen (Neuroptera) behoort. 
Tanzanberotha hirsuta is voor het eerst wetenschappelijk beschreven door U. Aspöck & Hynd in 1995.